# Saponotou
Saponotou är en kulle i Mikronesiens federerade stater. Den ligger i kommunen Tolensom och delstaten Chuuk, i den västra delen av landet, 700 km väster om huvudstaden Palikir. Toppen på Saponotou är 121 meter över havet.